# Spermophora estebani
Spermophora estebani là một loài nhện trong họ Pholcidae. Loài này được phát hiện ở Philippines.